# Condado de Rockland
O Condado de Rockland (em inglês:  Rockland County) é um dos 62 condados do estado americano de Nova Iorque. A sede e localidade mais populosa do condado é New City. Foi fundado em 1798.
O condado possui uma área de 516 km², dos quais 449,5 estão cobertos por terra e 67 km² por água, uma população de 311 687 habitantes, e uma densidade populacional de 693,4 hab/km² (segundo o censo nacional de 2010).